# Stefan Bajraszewski
Stefan Mustafa Bajraszewski (ur. 1924 w Wilnie, zm. 24 grudnia 1994 w Gdańsku) – Tatar, inżynier, działacz społeczny, w latach 1972–1984 przewodniczący Najwyższego Kolegium Muzułmańskiego.

## Życiorys
Według urodził się w 1924 roku, tymczasem na nagrobku podano inną datę urodzenia: 21 kwietnia 1919 roku.  Syn Konstantego (Chamiecia) i Marii z domu Awotyń. Po II wojnie światowej rodzice zamieszkali w Toruniu. Studiował na Politechnice Łódzkiej. Studia magisterskie ukończył na Politechnice Gdańskiej. W 1966 roku z jego inicjatywy Najwyższe Kolegium Muzułmańskiego Związku Religijnego wydało jednodniówkę „Muzułmanin Polski”. Był członkiem redakcji „Życia Muzułmańskiego”.
W latach 1972–1984 pełnił funkcję przewodniczącego Najwyższego Kolegium Muzułmańskiego Muzułmańskiego Związku Religijnego w Rzeczypospolitej Polskiej. Gdy w 1984 roku Muzułmańska Gmina Wyznaniowa powołała Komitet Budowy Meczetu w Gdańsku został jego przewodniczącym. Funkcję tę pełnił do 1990 roku. Zmarł w Gdańsku. Pochowany na cmentarzu Srebrzysko. 
Miał dwóch synów: Murada i Ajdara. 